# DestinyQuest
DestinyQuest est une série de livres-jeux médiévaux-fantastiques britanniques écrits par Michael J. Ward. Ils sont édités par Gollancz au Royaume-Uni, et traduits par les éditions Bragelonne en français.
Le 11 juin 2014, Ward annonce que Gollancz a décidé d'arrêter la série après le no 3. Le 7 janvier 2018, L'auteur relance la série avec l'éditeur français Megara Entertainment mais le livre est finalement auto-édité chez Matador.

## Parutions

### La Légion des ténèbres
Références
Michael J. Ward (trad. de l'anglais par Arnaud Demaegd), La Légion des ténèbres [« The Legion of Shadow »], Paris, Bragelonne, 2013, 633 p. (ISBN 978-2-35294-643-4)
Accroche
Le héros se réveille au milieu d'un cratère rempli de cadavres, amnésique. Un de ses compagnons de route, rencontré la veille, lui révèle quelques informations avant de mourir : ils faisaient route vers un village lorsqu'ils se sont fait attaquer, et c'est le héros qui a déclenché l'explosion, grâce à un tatouage sur son avant-bras. Puis, il lui transmet un parchemin de recommandation pour devenir écuyer auprès d'Avian Dale, un célèbre chevalier.
Note
La troisième carte de la version française comporte des oublis. La version complète est à télécharger sur le site de l'éditeur .
Éditions
La version anglaise a connu deux éditions : la première en février 2011 (534 p., 782 §, couverture à dominante mauve représentant un cavalier en armure), et une seconde en mai 2012, avec des ajouts (672 p., 939 §, couverture à dominante bleue représentant un sorcier) : des marchands, monstres et quêtes supplémentaires. La version française correspond à la seconde édition.
Accueil
Les commentaires sur les forums, montrent que les appréciations sont très variées. On peut dégager deux types de joueurs :
- les joueurs enthousiastes : ils apprécient
  - la transposition sur papier du principe des jeux vidéo, la liberté de mouvement,
  - les possibilités offertes par les pouvoirs lors de combats qui nécessite de construire une stratégie, avec une difficulté constante même lorsque le personnage gagne en puissance,
  - les clins d'œil à d'autres œuvres (livres, films, contes), et la qualité des descriptions, de la narration ;
- les joueurs déçus : ils regrettent
  - la transposition sur papier du principe des jeux vidéo, et en particulier le but réel de l'aventure qui consiste à accumuler du butin (du loot), et donc à tuer des ennemis, l'aventure étant une succession  de combats,
  - la pauvreté du scénario : l'histoire globale est assez convenue, et les quêtes présentent assez peu d'embranchements,
  - la liberté superficielle : bien que l'on puisse en théorie parcourir la carte dans l'ordre que l'on veut, dans la pratique, il faut suivre les quêtes par ordre de difficulté, et les faire quasiment toutes pour accumuler de la puissance ; par ailleurs, au sein des quêtes, il apparaît vite que les « meilleurs » choix d'un point de vue stratégiques consistent à systématiquement être cynique.

### The Heart of Fire
Références
(en) Michael J. Ward, The Heart of Fire, Gollancz, novembre 2012, 736 p. (ISBN 978-0-575-11877-5)
Accroche
Le héros est accusé du meurtre d'un enfant, mais c'est surtout un prophète, pouvant voir le futur, prisonnier de l'Inquisition. Dans ses visions, il voit un démon achevant le Ragnarök, la fin du monde. La cathédrale de Durnhollow, le cachot de l'Inquisition où il est enfermé, est attaqué et il est libéré de ses chaînes. Alors qu'il progresse vers la sortie, il s'aperçoit que ses visions montrent un futur possible, mais pas une fatalité ; ainsi, il se voit tué par un coup d'épée, ce qui lui permet de l'esquiver et de tuer son adversaire. En s'enfuyant de la forteresse, il se mêle à un groupe de pèlerins qui se dirigent vers Carvel.

### The Eye of Winter's Fury
Le troisième opus, The Eye of Winter's Fury, est sorti le 17 avril 2014.
Accroche
Le joueur incarne le prince Arran de Valeron. Arran est un jeune homme faible et maladif, peu enclin au combat. Alors que le royaume de Valeron est attaqué, il est envoyé en mission au nord pour obliger un seigneur à honorer ses engagements et envoyer des renforts. Mais la mission se révèle un piège destiné à l'éliminer.
Accueil
L'ouvrage est accueilli plus favorablement que ses prédécesseurs. Le livre, à l'ambiance sombre, possède un réel scénario et les personnages une épaisseur.

### The raider of Dune Sea
L'auteur lance une campagne de financement participatif le 7 janvier 2018 pour la publication d'un quatrième tome chez Megara Entertainment. La campagne est un succès avec 431 contributeurs et presque 21 000 EUR collectés. Cependant, des problèmes financiers empêchent l'éditeur de tenir ses engagements ; Michael J. Ward récupère donc les droits sur son livre et l'auto-publie chez Matador (plateforme d'auto-édition de Troubador Publishing Ltd.).

## L'univers de jeu
L'univers de jeu est un monde médiéval fantastique de type héroïque nommé Valeron.
La première aventure se déroule autour du village de Tithebury Cross.

## Mécanismes de jeu
Les ouvrages ont une structure proche de certains jeux vidéo, comme l'avoue lui-même l'auteur :

« [cela] vous extirpe les principes de jeu des Défis fantastiques et les met à jour pour la génération Warcraft. »

Le livre est d'ailleurs décrit par l'éditeur comme « la rencontre des Défis fantastiques et de World of Warcraft. »
Le cœur du livre est composé de cartes géographiques comportant des numéros pour les lieux à visiter. Les lieux sont signalisés par un symbole : village, quête avec quatre niveaux de difficulté, monstre légendaire et « boss de fin d'acte ». Le joueur choisit un lieu, puis va lire le numéro de paragraphe correspondant ; cela l'entraîne dans une suite de paragraphes, une mini-aventure, une quête, à la fin de laquelle il pourra se rendre à un nouveau lieu (s'il survit). « La mort n'est [d'ailleurs] pas une fin », le héros ressuscite en ayant perdu tout son matériel. Le joueur est invité à visiter d'abord le village pour glaner des informations, puis à effectuer les quêtes par ordre de difficulté croissante pour gagner en puissance, et pour finalement affronter le boss de fin de niveau qui permet de passer à l'acte suivant, c'est-à-dire à la carte suivante…
Le principal moteur est donc clairement de faire progresser son personnage (« optimisation »), et l'intrigue est surtout centrée sur des combats.
Les capacités du personnage sont définies par quatre caractéristiques : Vitesse, Force, Magie et Santé. Au départ, ces caractéristiques sont toutes à 0 sauf la Santé qui est à 30. En progressant, les caractéristiques augmentent. Le joueur doit à un moment faire le choix d'une voie — guerrier (dont l'attribut principal est la Force), mage (Intelligence) ou filou (Vitesse) — qui lui ouvre des carrières, cinq par voie (ranger, pickpocket, alchimiste, …). Le personnage acquiert également des capacités spéciales, qui permettent en général d'avoir un avantage lors d'un tour de combat (être plus rapide donc avoir plus de chances de toucher, infliger plus de dégâts, …).
Pour savoir si le personnage réussit une action incertaine, le joueur effectue un test : il jette deux dés (classiques à six faces), ajoute la somme à une caractéristique, et le résultat doit dépasser un seuil
2d6 + caractéristique ≥ seuil.
Lors d'un combat, les protagonistes comparent 2d6 + vitesse, et le vainqueur touche son adversaire. Les dégâts sont déterminés par 1d6 + Force ou Magie (le plus élevé des deux), d'où l'on enlève la valeur de l'Armure ; ces points sont déduits de la Santé. Si la Santé tombe à 0, le personnage meurt.
Le personnage récupère tous ses points de Santé à la fin d'un combat.